# 印度社会主义
印度社会主义是一场起源于20世纪初的政治运动，最初为争取英属印度摆脱殖民统治、实现独立的更广泛的运动的一部分。该运动迅速获得支持，因其倡导农民和工人阶级的利益，反对扎明达尔（地主）、土邦王公和有地绅士阶层。印度独立后，直到1990年代初，社会主义对印度政府的一些经济和社会政策产生影响，尽管当时主要遵循的是“指导经济”原则。此后，印度逐步转向更加市场化的经济体制，但《印度宪法》仍规定印度是一个社会主义国家。